# مک‌کنری (داکوتای شمالی)
مک‌کنری(به انگلیسی: McHenry) شهری در ایالت داکوتای شمالی کشور ایالات متحده آمریکا است که جمعیت آن در سرشماری سال ۲۰۱۰ میلادی، ۵۶ نفر بوده‌است.